# Donkosakenchor
Donkosakenchor ist die Bezeichnung verschiedener Männerchöre von Donkosaken, die oftmals im Exil tätig sind und schwerpunktmäßig ein Repertoire aus russischer Volksmusik und Folklore pflegen.
Der bekannteste dieser Chöre ist der Don Kosaken Chor Serge Jaroff, der von 1921 bis 1981 unter der Leitung des Gründers Serge Jaroff bestand und Ende der 1990er Jahre von einem ehemaligen Mitglied des Chores unter gleichem Namen wiedergegründet wurde. Gab es schon zu Zeiten des Bestehens dieses Chores mehrere Konkurrenz-Ensembles, so bildeten sich nach der zwischenzeitlichen Auflösung nochmals mehrere Nachfolgeensembles.

## Bekannte Chöre
- Don Kosaken Chor Serge Jaroff (erster Donkosakenchor): Serge Jaroff, Michael Minsky, Wanja Hlibka
- Schwarzmeer Kosaken-Chor (Boris Ledkowsky, Deutschland 1937 bis heute, Peter Orloff)
- Platoff Don Kosaken (1926–1972)
- Ural Kosaken Chor (1924–1972, 1984–1992, erneut ab 2004)
- Kuban Kosaken Chor (1811 bei der Kosakenarmee als Militärchor gegründet)
- Wolga Kosaken (Nikolai Tripolitoff, 1933 bis heute, Oleg Jewsewsky/Sascha Petrov, Deutschland)
- Don KosakenChor Russland
- Bolschoi Don Kosaken
- Rostov Don Kosaken Chor
- Zarewitsch Don Kosaken
- Don Kosaken Maxim Kowalew